# Psychotria flavens
Psychotria flavens är en måreväxtart som beskrevs av Paul Carpenter Standley. Psychotria flavens ingår i släktet Psychotria och familjen måreväxter. Inga underarter finns listade i Catalogue of Life.